# Institut La Pineda
L'Institut La Pineda, conegut també com Institut Badalona 1, és un centre d'educació secundària situat a la ciutat de Badalona (Barcelona). Fundat l'any 1915 com a Escola d'Arts i Oficis, que el 1978, davant l'augment de demanda d'estudis, es va dividir en dos centres. El 1983 es va inaugurar l'actual seu al carrer de la Batllòria.

## Història
Nascut com un centre de formació professional, el centre remunta els seus orígens en l'antiga Escola d'Arts i Oficis de Badalona, situada a l'actual edifici del Conservatori de Música. Promogut per l'Ajuntament de Badalona, encapçalat per l'alcalde Josep Casas, el centre va començar a funcionar el 1915, uns anys en què van ser-ne directors personatges insignes com Pompeu Fabra i Pau Rodon. El 1927 la primera seu va ser reformada i durant la dictadura de Primo de Rivera, el centre va passar a ser l'Escola Elemental del Treball.
Ja durant el franquisme, el 1957 va passar a anomenar-se Escola de Mestria Industrial i el 1970 va passar a ser Institut de Formació Professional Badalona 1. A finals de la dècada de 1970, la demanda de matrícules anava en alça i les instal·lacions havien quedat petites i obsoletes. El 1978 es va decidir dividir l'escola en dos: per una banda el «Badalona 1», avui La Pineda, i el «Badalona 2», que va donar lloc a l'Institut Pompeu Fabra.
Després de negociacions i pressions de diverses associacions del barri de Sant Crist, es va decidir construir el nou edifici sobre dues hectàrees de terreny vora el torrent de la Batllòria. Les obres van començar el 1982 i l'edifici va inaugurar-se i obrir les portes el 1983. El centre va donar-se-li el nom de «La Pineda» perquè es troba al costat d'un pineda que havia estat propietat de la torre de Can Pi i Gibert, actualment desapareguda.
Des d'ençà aleshores, el centre va oferir primer formació professional, especialitats d'electricitat, delineació i administració. Arran de la reforma de la llei educativa i la promulgació de la LOGSE a la dècada del 1990 es va convertir en un Institut d'Educació Secundària (IES) i van implantar-se els estudis d'Educació Secundària Obligatòria i de Batxillerat, sent un dels primers instituts a fer-ho el 1993 i 1995, respectivament. Amb els anys també s'ha diversificat l'oferta de graus de formació professional, tant de nivell mitjà com superior, convertint-se en un dels centres escolars més grans de Badalona i amb més oferta educativa.
El 2015, el centre va commemorar el seu centenari, amb la presència de la consellera d'educació, Irene Rigau.